# Campionati del mondo di ciclismo su pista 2021 - Corsa a punti femminile
La corsa a punti femminile ai Campionati del mondo di ciclismo su pista 2021 si è svolta il 24 ottobre 2021 su un percorso di 100 giri, per un totale di 25 km con sprint intermedi ogni 10 giri, di cui l'ultimo con punti doppi. La vittoria è andata alla belga Lotte Kopecky, che ha concluso il percorso con il tempo di 30'50" alla media di 48,649 km/h.
Partenza con 20 cicliste delle quali 19 hanno completato la gara.

## Podio
| Pos.    | Atleta          | Nazionalità   |
| ------- | --------------- | ------------- |
| Oro     | Lotte Kopecky   | Belgio        |
| Argento | Katie Archibald | Gran Bretagna |
| Bronzo  | Kirsten Wild    | Paesi Bassi   |

## Risultati
| Posizione | Atleta                 | Nazione               | Punti giri | Punti sprint | Totale |
| --------- | ---------------------- | --------------------- | ---------- | ------------ | ------ |
| 1         | Lotte Kopecky          | Belgio                | 60         | 16           | 76     |
| 2         | Katie Archibald        | Gran Bretagna         | 40         | 32           | 72     |
| 3         | Kirsten Wild           | Paesi Bassi           | 40         | 20           | 60     |
| 4         | Marion Borras          | Francia               | 40         | 14           | 54     |
| 5         | Silvia Zanardi         | Italia                | 40         | 11           | 51     |
| 6         | Maria Martins          | Portogallo            | 40         | 1            | 41     |
| 7         | Jennifer Valente       | Stati Uniti           | 20         | 13           | 33     |
| 8         | Anita Stenberg         | Norvegia              | 20         | 2            | 22     |
| 9         | Karolina Karasiewicz   | Polonia               | 20         | 2            | 22     |
| 10        | Hanna Solovej          | Ucraina               | 20         | 0            | 20     |
| 11        | Verena Eberhardt       | Austria               | 0          | 2            | 2      |
| 12        | Maggie Coles-Lyster    | Canada                | 0          | 2            | 2      |
| 13        | Nastassja Kipcikava    | Bielorussia           | 0          | 1            | 1      |
| 14        | Yareli Acevedo         | Messico               | 0          | 0            | 0      |
| 15        | Léna Mettraux          | Svizzera              | 0          | 0            | 0      |
| 16        | Johanna Kitti Borissza | Ungheria              | 0          | 0            | 0      |
| 17        | Jarmila Machačová      | Rep. Ceca             | 0          | 0            | 0      |
| 18        | Tania Calvo            | Spagna                | -20        | 5            | -15    |
| 19        | Tereza Medveďová       | Slovacchia            | -40        | 0            | -40    |
| —         | Fanny Cauchois         | Laos                  | DNF        | DNF          | DNF    |
| —         | Gul'naz Chatunceva     | Fed. Ciclistica Russa | DNS        | DNS          | DNS    |